# Monica Barbaro

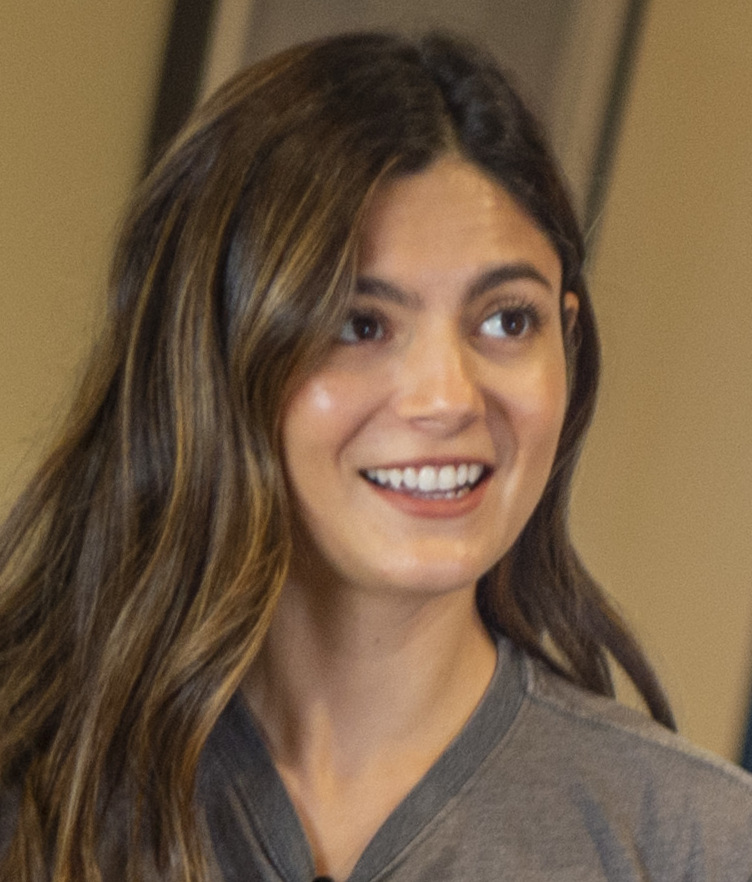
Monica Barbaro in 2022

Monica Barbaro (San Francisco, 18 juni 1990) is een Amerikaans actrice.

## Biografie
Barbaro werd geboren in San Francisco en groeide op in Mill Valley. Zij is getraind in het beoefenen van ballet, moderne dans, salsa, flamenco en West-Afrikaanse dans. Zij studeerde aan de Tisch School of the Arts in New York waar zij voor het eerst deelnam aan acteerlessen, terwijl zij haar bachelor of fine arts haalde in dans. Na haar afstuderen nam zij deel aan acteerlessen aan diverse toneelscholen in San Francisco en Los Angeles.
Barbaro begon in 2012 met acteren in de film Hemingway & Gellhorn, waarna zij nog meerdere rollen speelde in films en televisieseries. Zo speelde zij in onder andere in UnREAL (2016) en Chicago Justice (2017).

## Filmografie

### Films
Uitgezonderd korte films.
- 2024: A Complete Unknown - als Joan Baez
- 2023: At Midnight - als Sophie Wilder
- 2022: I'm Charlie Walker - als Peggy
- 2022: Top Gun: Maverick - als Natasha "Phoenix" Trace
- 2021: The Cathedral - als Lydia Damrosch
- 2018: The Head Thieves - als aerobics videomeisje
- 2013: Bullish - als Eva
- 2012: Hemingway & Gellhorn - als Tropicana danseres

### Televisieseries
Uitgezonderd eenmalige gastrollen.
- 2023-2025: FUBAR (Netflix-serie) - als Emma Brunner - 13 afl.
- 2019: Stumptown - als Liz Melero - 4 afl.
- 2018-2019: Splitting Up Together - als Lisa Apple - 13 afl.
- 2018: The Good Cop - als Cora Vasquez - 10 afl.
- 2016-2017: Chicago P.D. - als Anna Valdez - 4 afl.
- 2017: Munkey in the City - als Evet - 3 afl.
- 2017: Chicago Justice - als Anna Valdez - 13 afl.
- 2016: UnREAL - als Yael - 10 afl.